# 1170
| 1170               |
| ------------------ |
| Dødsfald - Fødsler |
|                    |

| Gregoriansk kalender | 1170 MCLXX              |
| Ab urbe condita      | 1923                    |
| Armensk kalender     | 619 ԹՎ ՈԺԹ              |
| Kinesiske kalender   | 3866 – 3867 己丑 – 庚寅 |
| Etiopisk kalender    | 1162 – 1163             |
| Jødisk kalender      | 4930 – 4931             |
| Hindukalendere       |                         |
| - Vikram Samvat      | 1225 – 1226             |
| - Shaka Samvat       | 1092 – 1093             |
| - Kali Yuga          | 4271 – 4272             |
| Iransk kalender      | 548 – 549               |
| Islamisk kalender    | 565 – 566               |

Konge i Danmark: Valdemar den Store enekonge fra 1157-1182
Se også 1170 (tal)

## Begivenheder
- 25. juni – 8-årige Knud VI krones som efterfølger på den danske trone
- 2. november - Allerheiligenvloed (1170), hvorved søen Almere i Nederlandene fik en åben forbindelse med Nordsøen. Dette førte senere til, at Zuiderzee og Waddenzee blev til
- 25. november – Knud Lavard kåres til helgen ved en kirkefest i Ringsted.
- 29. december – Ærkebiskop Thomas Becket myrdes i domkirken i Canterbury af kong Henrik 2. af Englands soldater.

## Født
- 28. juni – Valdemar 2. Sejr, konge i Danmark fra 1202 til sin død i 1241.

## Dødsfald
- 29. december – Skt. Thomas Becket (se ovenfor)